# Zdeněk Kalista

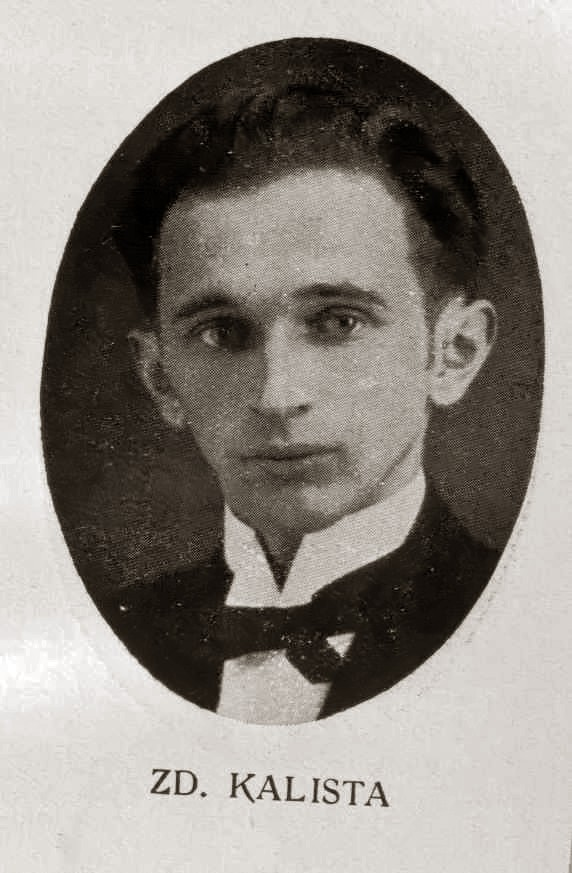
Zdeněk Kalista

Zdeněk Kalista (* 22. Juli 1900 in Benátky nad Jizerou; † 17. Juni 1982 in Prag) war tschechischer Historiker, Dichter, Literaturkritiker, Herausgeber und Übersetzer. Seine Erstlingswerke gab er auch unter dem Namen Z. V. Kalista heraus.
1921 bis 1923 wählte man Kalista, Schüler von Josef Pekař, zum stellvertretenden Vorsitzenden der Literarischen Gruppe (Literární skupina). 1928 wurde er Mitglied im Kreis tschechischer Schriftsteller (Kruh českých spisovatelů). In den Jahren 1924 bis 1939 und 1945 bis 1948 war er auf der Karls-Universität in Prag tätig, zunächst als Assistent des Historischen Seminars, seit 1932 als Dozent. Nach der Machtübernahme durch die Kommunisten wurde er ein Opfer der Säuberungen und zu 15 Jahren Gefängnis verurteilt. 1960 wurde er entlassen und ging in den Ruhestand. 1966, in einer Zeit, als er als Lektor für verschiedene Verlage tätig war und Bücher übersetzte, wurde Kalista rehabilitiert.
Kalsita publizierte in einer Reihe tschechischer und ausländischer literarischer und geschichtlicher Zeitschriften. Er beteiligte sich an Masaryks Wörterbuch. Seine historischen Werke erweckten neues Interesse am tschechischen Barock.

## Werke

### Übersetzungen
Kalista übersetzte aus dem Französischen Werke von Guillaume Apollinaire und Jules Romains.

### Geschichtliche Bücher
- Diwisch Czernin von Chudenitz  (1932)
- Humprecht Johann Czernin von Chudenitz (1932)
- Legenden des böhmischen Barocks (Z legend českého baroka) (1934)
- Úvod do politické ideologie českého baroka (1934)
- Doba Karla IV. (1939)
- Čechové, kteří tvořili dějiny světa (1939)
- Bohuslav Balbín (1939), 1967
- Zikmund Myslík z Hršova (1940)
- Blahoslavená Zdislava (1941)
- Böhmisches Barock (České baroko) (1941)
- Barokní tradice v našem divadle novodobém (1944)
- Klementinum (1945)
- Stručný přehled československých dějin do roku 1306 (1945)
- Co nám lhali o našich dějinách (1947)
- Stručné dějiny Československa (1947, 1992)
- Cesty historikovy (1947)
- Matěj Vierius (1969)
- Listy z dějin české gotiky (Rom 1969), doplněné vyd. 1991
- Česká barokní gotika a její žďárské ohnisko (1970)
- Karel IV. Jeho duchovní tvář (1971)
- Bedřich Bridel (Neapel 1971)
- Ctihodná Marie Elekta Ježíšova. Po stopách české mystiky v českém baroku (Rom 1975, 1992)
- Po proudu života II (1997)
- Das Gesicht des Barocks (Tvář baroka) (München 1982, London 1983, 1992)
- Cesta po českých hradech a zámcích, aneb Mezi tím, co je a tím, co není (1993)
- Století andělů a ďáblů. Jihočeský barok (1994)
- Po proudu života IV. a V.

### Prosa
- Kamarád Wolker (1933)
- Národní motiv úcty svatoprokopské a svatopetrská legenda z roku 1618 (1935)
- Italský skicář (1938)
- Josef Pekař (1941, 1994)
- Hněvej se ty na mne nebo nehněvej (1941)
- Město mezi horami (1969)
- Tváře ve stínu (1969)
- Listy synu Alšovi o umění (1970)
- O jedné knihovničce a mládencích kolem ní (1970)
- Přátelství a osud (Korrespondenz mit Jiří Wolker) (Toronto 1978)
- Svědectví o Františku Křelinovi (1978)
- Veliká noc (1993)

### In deutscher Sprache publiziert
- Bernard Bolzano Gesamtausgabe / Bd. 19. Tl 2  von Zdenek Kalista (Herausgeber) Frommann-Holzboog (1979)